# Divisió del treball
La divisió del treball o de forma més general la divisió de funcions és l'especialització d'individus que cooperen per a fer tasques o papers específics.
Adam Smith ho va teoritzar a La riquesa de les Nacions (segle xviii). En l'aspecte laboral és un mètode d'organització de la producció on cada treballador s'especialitza en una fase, fins i tot molt petita, de la producció. Segons Adam Smith, l'especialització del treball genera una major producció total a causa del fet que el treball se simplifica i pot introduir-se màquinària especialitzada per realitzar subtasques definides amb un major detall. Diversos economistes clàssics, com també enginyers de la mecànica com Charles Babbage van proposar la divisió del treball.

## Evolució
A la Prehistòria, fa aproximadament 400.000 anys, els nostres avantpassats Homo heidelbergensis ja dividien el seu treball. Inicialment aquesta divisió es va donar per sexes, on els homes s'encarregaven de la caça d'animals i les dones de l'educació i la vigilància dels nens. Tot seguit, quan es van començar a fer activitats més complexes, com la producció d'armes, les persones es van començar a especialitzar. Aquesta manera d'organitzar les tasques i d'especialitzar als individus perquè el resultat sigui més beneficiós es manté avui dia.
L'evolució de la divisió del treball consisteix en la interacció entre éssers humans, així que al llarg de la història, igual que nosaltres i els nostres comportaments, la divisió del treball ha evolucionat.

## Divisió sexual del treball
L'exposició més clara dels principis de la divisió sexual del treball en totes les gammes de les societats humanes es pot resumir en un gran nombre de restriccions, del tipus: "si les dones d'edat reproductiva en una comunitat determinada tendeixen a fer X" (per exemple, preparar la terra per a ser plantada, "aleshores, també realitzarà I" (per exemple, la plantació), mentre que per als homes en aquest mateix exemple, seria que "si els homes planten haurien de preparar la terra". L'anàlisi cultural creuat de la divisió sexual del treball realitzat per White, Brudner i Burton (1977, de domini públic), usant anàlisi estadística vinculada, mostra que les tasques més freqüentment triades per les dones en aquestes relacions d'ordre són les més convenients amb relació a la criança dels fills. Aquestes vinculacions no restringeixen la quantitat de treball per a qualsevol tasca que poden fer els homes (per exemple, cuinar) o per les dones (per exemple, la neteja dels boscos o artiga). En la mesura que les dones aclareixen els boscos per a fer-ne terres agrícoles, per exemple, tendeixen a fer tota la seqüència de les tasques agrícoles corresponents a aquestes aclarides.